# Андерсон (округ, Канзас)
Шаблон:StateAbbr_ 38°12′00″ пн. ш. 95°17′00″ зх. д. / 38.2° пн. ш. 95.2833° зх. д.
Округ Андерсон (англ. Anderson County) — округ (графство) у штаті Канзас, США. Ідентифікатор округу 20003.

## Історія
Округ утворений 1855 року.

## Демографія
За даними перепису
2000 року
загальне населення округу становило 8110 осіб, зокрема міського населення було 3380, а сільського — 4730.
Серед мешканців округу чоловіків було 3987, а жінок — 4123. В окрузі було 3221 домогосподарство, 2265 родин, які мешкали в 3596 будинках.
Середній розмір родини становив 3.
Віковий розподіл населення поданий у таблиці:
| Стать    | До 15 років | 15-21 | 22-29 | 30-39 | 40-49 | 50-65 | 65-85 | Понад 85 |
| -------- | ----------- | ----- | ----- | ----- | ----- | ----- | ----- | -------- |
| Чоловіки | 901         | 375   | 283   | 524   | 555   | 643   | 618   | 88       |
| Жінки    | 827         | 370   | 319   | 502   | 524   | 661   | 734   | 186      |

## Суміжні округи
- Франклін — північ
- Маямі — північний схід
- Лінн — схід
- Бурбон — південний схід
- Аллен — південь
- Вудсон — південний захід
- Коффі — захід

## Виноски
1. ↑  U.S. Decennial Census. United States Census Bureau. Архів оригіналу за 26 квітня 2015. Процитовано 21 липня 2014.
2. ↑  Historical Census Browser. University of Virginia Library. Архів оригіналу за 11 серпня 2012. Процитовано 21 липня 2014.
3. ↑  Population of Counties by Decennial Census: 1900 to 1990. United States Census Bureau. Архів оригіналу за 5 червня 2019. Процитовано 21 липня 2014.
4. ↑  Census 2000 PHC-T-4. Ranking Tables for Counties: 1990 and 2000 (PDF). United States Census Bureau. Архів оригіналу (PDF) за 18 грудня 2014. Процитовано 21 липня 2014.
5. ↑  State & County QuickFacts. United States Census Bureau. Архів оригіналу за 6 липня 2011. Процитовано 21 липня 2014. [Архівовано 2011-08-06 у Wayback Machine.](англ.) Наведено за англійською вікіпедією.
6. ↑  American FactFinder. Бюро перепису населення США. Архів оригіналу за 26 лютого 2012. Процитовано 31 січня 2008. [Архівовано 2008-05-21 у Wayback Machine.]

| США | Це незавершена стаття з географії США. Ви можете допомогти проєкту, виправивши або дописавши її. |